# Hans Cohausz
Hans Cohausz (30 de Novembro de 1907 - ) foi um comandante de U-Boot que serviu na Kriegsmarine durante a Segunda Guerra Mundial.